# Steinhausen (Zwitserland)
Steinhausen is een gemeente en plaats in het Zwitserse kanton Zug.
Steinhausen telt bijna 10.000 inwoners. Ze is qua oppervlakte de kleinste gemeente in het kanton Zug.
In Steinhausen is een station van lijn S5 van de S-Bahn van Zürich, die Steinhausen verbindt met Zug en Zürich.

## Geboren
- Désirée Ehrler (1991), wielrenner
- Nina Betschart (1995), beachvolleyballer

Baar · Cham · Hünenberg · Menzingen · Neuheim · Oberägeri · Risch-Rotkreuz · Steinhausen · Unterägeri · Walchwil · Zug
- Gemeinsame Normdatei: 4200328-3
- Historisch woordenboek van Zwitserland: 000794
- MusicBrainz: 707807be-c2ec-4106-bf8e-ecb7d8fa07e9